# Calamopus phyllicola
Calamopus phyllicola là một loài nhện trong họ Miturgidae.
Loài này thuộc chi Calamopus. Calamopus phyllicola được Christa L. Deeleman-Reinhold miêu tả năm 2001.